# Ђорђе Богдановић
Ђорђе Ђока Богдановић (Београд,1860—Ниш, 1914 ) био је српски индустријалац, авантуриста, филмофил, родољуб. Један је од прва четири филмска продуцента у Београду и један од првих филмских продуцената на Балкану с почетка 20. века. Једини је Србин који је битке Другог балканског рата забележио филмском камером и тако створио непроцењиву историјску грађу, која се данас чува у Југсловенској кинотеци у Београду.

## Живот и каријера
Као двадесетогодишњак, заједно са браћом Богдановић, Ђорђе је основао приватњу радњу, да би након стицања одређеног капитала постао власник кафане „Руски цар“ и закупац хотела „Империјал”. Токо 1911. године поста је власник хотела и биоскопа „Касина”, првог изграђеног по тадашњим прописима, односно по Закону о трговинама.
Ко власник хотела и биоскопа, Ђорђе је приметио да гледаоце највише привлаче документарни снимци са Балкана, који су ретки и снимали су их само странци. Ово сазнање,до кога је доша у тренутку када су се у првим деценијама 20. века важни догађаји за  историју Србије која је била учесник неколико ратова Ђорђе  је одлучи да оде на фронт и да филмском камером забележи битке, страдање и успехе српске војске.  Првим метрима филмске траке утрошио је  1913. године, код Ћустендила, у време када је српска војска у великој мери победила своје непријатеље Бугаре.
У периоду балканских ратова који су вођена у раздобљу од 1912. до 1913. године и трајао до маја 1913. године,  Богдановић је прве метре траке утрошио 1913. године, код Ћустендила, у време када је српска војска у великој мери победила своје непријатеље Бугаре. Том приликом са сниматељима обишао све најважније тачке фронта, снимајући борбе, рад болница, разрушена места, жртве ратних злочина и живот и рад војника на ратишту.
Након избијања Првог светског рата, Богдановић је потписао уговор са руским Јеврејином Самсоном Черновим да за њега снима ратне филмове. Ченов је августа 1914. снимио Сремску операцију у којој је српска војска ослободила Земун и неколико сремских села.
Заједно са великим делом становника Београда 1914. године Богдановић се преселио у Ниш, ратну престоницу Србије. Током снимања ратних дејстава на Црном врху задобио је тешку ратну повреду опасну по живот, од које је преминуо је у Нишу крајем 1914. године.

## Филмско стваралаштво
Ђорђа Ђока Богдановић који је према сећању његових савременика био боем, са манирима господина и велики родољуб...веровао је да у свом животу мора да уради нешто више, много значајније и вредније од стицања богатства, нешто што је важно за историју, дух и културу његовог народа... Воћен  ови веровањем створио неколико историјских  филмова:
- „Пред Ћустендилом“,
- „Пуковник Недић у бици – Битка на Црном камену“,[3]
- „Краљ Петар I на благодарности у Саборној цркви“,
- „Бугарски заробљеници у доњем граду на Калемегдану“,[4]
- „Живот српске војске у логору на Бањици“.[5]
- „Повратак српских победника“.[6]